# 厚瓣乌木
厚瓣烏木是原產於西非低地雨林的柿樹屬植物，分佈於加彭、喀麥隆、中非、剛果與奈及利亞等地。
本種產生的木材被認為是柿樹屬中最黑的，其中心材從古埃及時代就非常搶手，十分堅硬、耐用且帶有光澤，可作雕刻、雕花、撞球桿、門把、刀柄、槍柄、鋼琴上的黑鍵、風琴的音栓、吉他的指板與調音弦軸等。由於實用價值高，厚瓣烏木被過度砍伐，除了位於偏遠地區的樹木外較高大的多已被砍伐。國際自然保護聯盟將厚瓣烏木列為瀕危物種。